# Gospodarske regije Ruske Federacije
Ozemlje Ruske Federacije se dijeli na 11 gospodarskih regija (rus.: 11 экономических районов (ЭР)):
1. Središnja (Центральный)
2. Središnje-černozemska (Центрально-Чернозёмный)
3. Istočnosibirska (Восточно-Сибирский)
4. Dalekoistočna (Дальневосточный)
5. Sjeverna (Северный)
6. Sjevernokavkaska (Северо-Кавказский)
7. Sjeverozapadna (Северо-западный)
8. Privolška (Приволжский)
9. Uralska (Уральский)
10. Volško-vjatska (Волго-Вятский)
11. Zapadnosibirska (Западно-Сибирский)